# Échangeur d'Heppignies
L'échangeur d’Heppignies est un échangeur entre le R3 et l’A15 (E42). Celui-ci se trouve à Heppignies (commune fusionnée avec Fleurus) et forme un des échangeurs les plus importants de Charleroi. L’échangeur est en trèfle mais seules trois branches sont utilisées par des autoroutes. La branche nord débouchant sur un rond-point, indiquant une planification d’autoroute au nord-est de Charleroi qui n’a jamais abouti, ce qui ajoute l’échangeur dans la liste des grands travaux inutiles de Belgique.